# 死者の書 (古代エジプト)

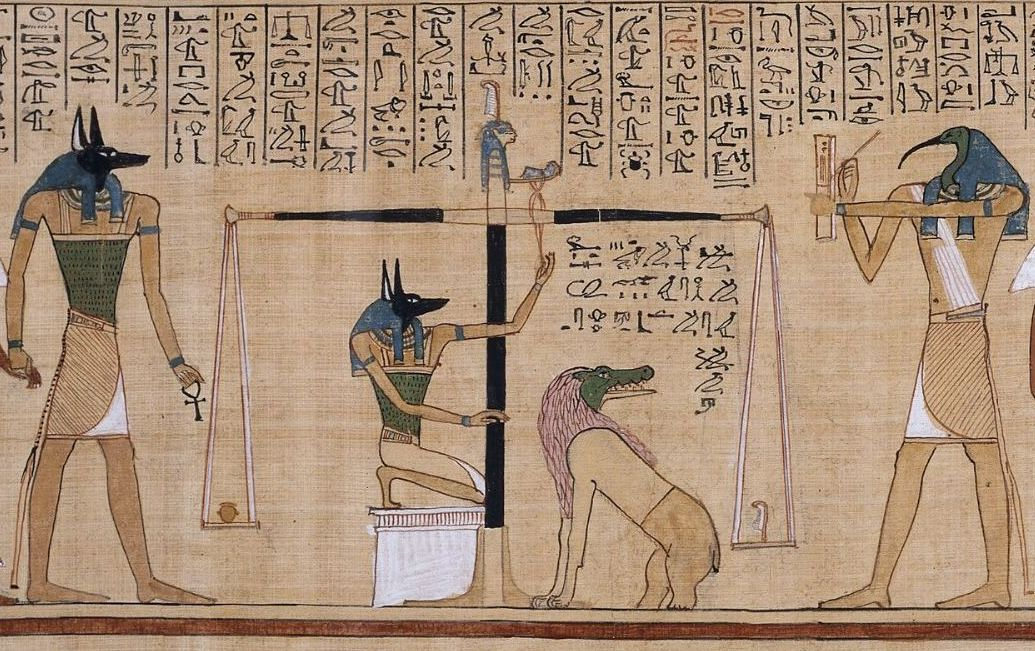
『フネフェルのパピルス』（紀元前1275年頃）から「心臓の計量」の場面。

死者の書（ししゃのしょ、独: Totenbuch、英: Book of the Dead、アラビア語: كتاب الموتى、アラビア語エジプト方言: كتاب الاموات）は、古代エジプトにおいて新王国時代（前16世紀）以降に作られた葬礼文書のこと。同時期の墳墓における副葬品の1つで、一般にパピルスに書かれたものを指す。その内容は、エジプト神話の死生観に基づき、死者が冥界（ドゥアト）を通過する際の注意点や、魂の個々の要素を保存・保護する方法などを多数の祈祷文や呪文という形で記した葬送儀礼である。なお、「死者の書」という呼称は、19世紀のドイツ（プロイセン）のエジプト考古学者カール・リヒャルト・レプシウスが名付けた近代以降のものであり、エジプト語では日本語に直訳した場合「日下出現の書」などと呼ばれるものである。
もともと「死者の書」の内容に相当する葬礼文書は、紀元前3千年紀には存在していた。これら文章は古王国時代末期には王墓（ピラミッド）の壁面に（ピラミッド・テキスト）、中王国時代は柩（コフィン）に書かれていたもの（コフィン・テキスト）であった。本来は神の化身たる王（ファラオ）が、死後に神々の世界で生活することを祈念するものであったが、時代が下がるにつれ、王朝の高官や裕福な市民にも用いられるようになり、死者を包む亜麻布（リネン）に葬礼文書が書かれ、最終的にパピルスに書く形式が確立した。「死者の書」に収録された呪文は後代に新しく追加されたものもあったが、ピラミッド・テキストやコフィン・テキスト時代に作成されたものも多かった。
「死者の書」には原典や正典は存在せず、個々に異なる。現存するパピルスには様々な宗教文書や魔術文書が含まれ、その挿絵も個々に大きく異なる。おそらく埋葬者が自分の死後に必要と思われる祈祷文や呪文を取捨選択し、独自のものを作成依頼していたと推測されている。他方で古代エジプト末期には故人の名前を書き入れるだけの量販品もあった。一般的な「死者の書」はヒエログリフやヒエラティック（神官文字）で書かれ、死後の世界の旅を描いた挿絵が含まれるものもよくあった。「死者の書」に収録された祈祷文や呪文は現代では内容に応じてナンバリングされているが、これは後世に付けられた便宜的なものである。日本語では一般に「章」付けで呼ばれるが、ある「死者の書」に「死者の審判」を扱った125章が記述されているからといって、その前の1から124章もすべて収録されていることを意味しない。統一的な順序や構成すら「死者の書」の使用の歴史では末期に出来上がったものであった。

## 名称について
「死者の書」（英：Book of the Dead）という名前は、19世紀のドイツ（プロイセン）のエジプト考古学者カール・リヒャルト・レプシウスが学術的に命名した呼称であり（独：Das Todtenbuch）、古代エジプトでの呼び名にはそのような意味はなかった。「死者の書」を意味するヒエログリフをラテン文字化すると「Rw Nw Prt M Hrw」（読みは「ル・ヌ・ペレト・エム・ヘル」または「ペレト・エム・ヘルゥ」）となり、これを日本語に直訳すると「日下出現の書」または「日のもとに出現するための呪文」となる。

## 発展と歴史

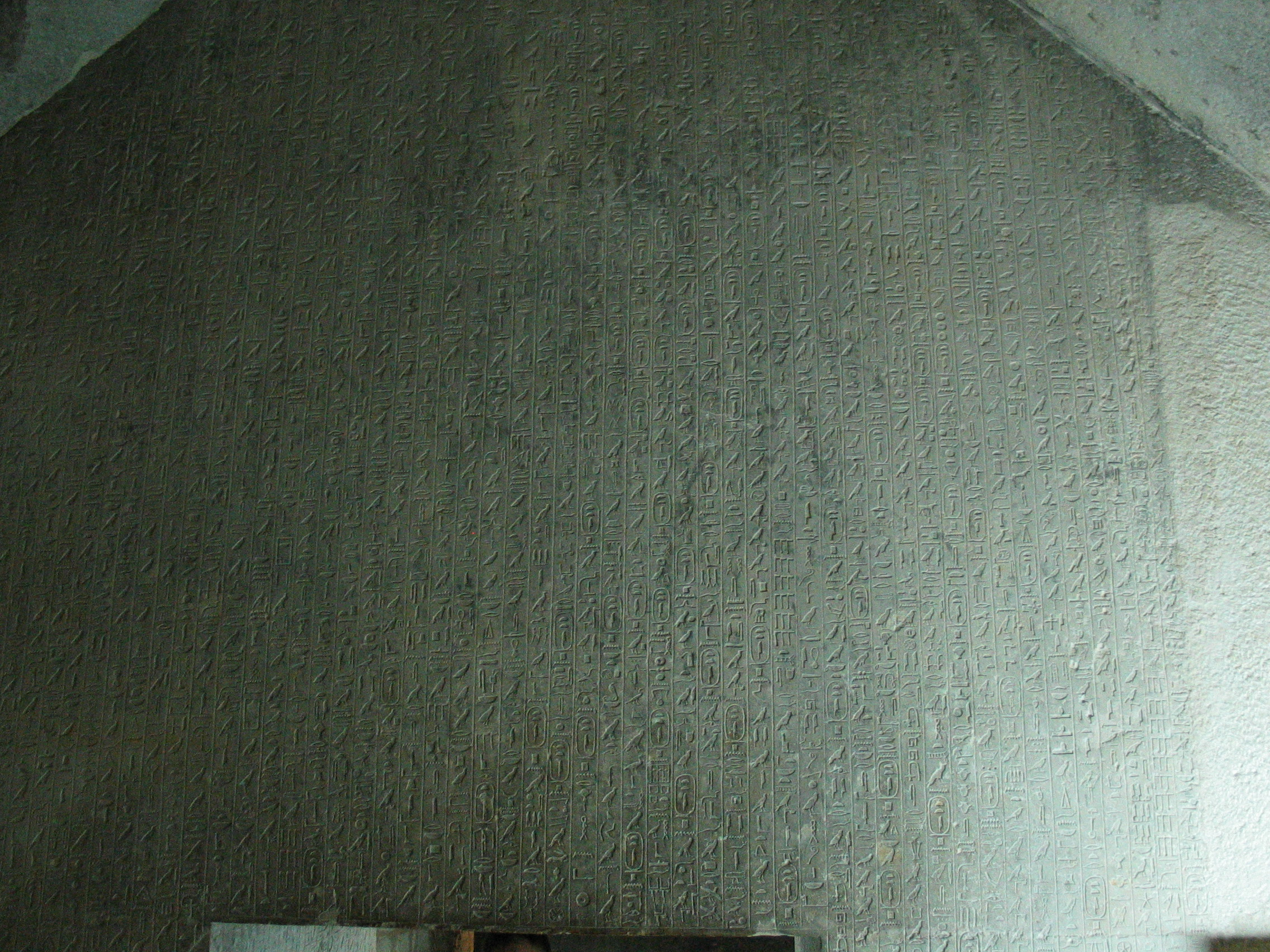
「死者の書」の前身となるピラミッド・テキストの写真。第6王朝テティ王の墳墓より。

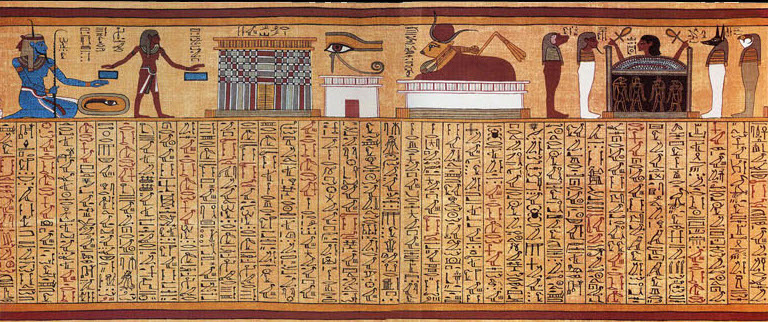
『アニのパピルス』より第17章。上部の挿絵は左から順に、原初の海を表すヌン、オシリスの領域への入り口、ホルスの目、天上の牛メヘト・ウェレト、ホルスの4人の息子たちに守護された人間の頭部を示している。

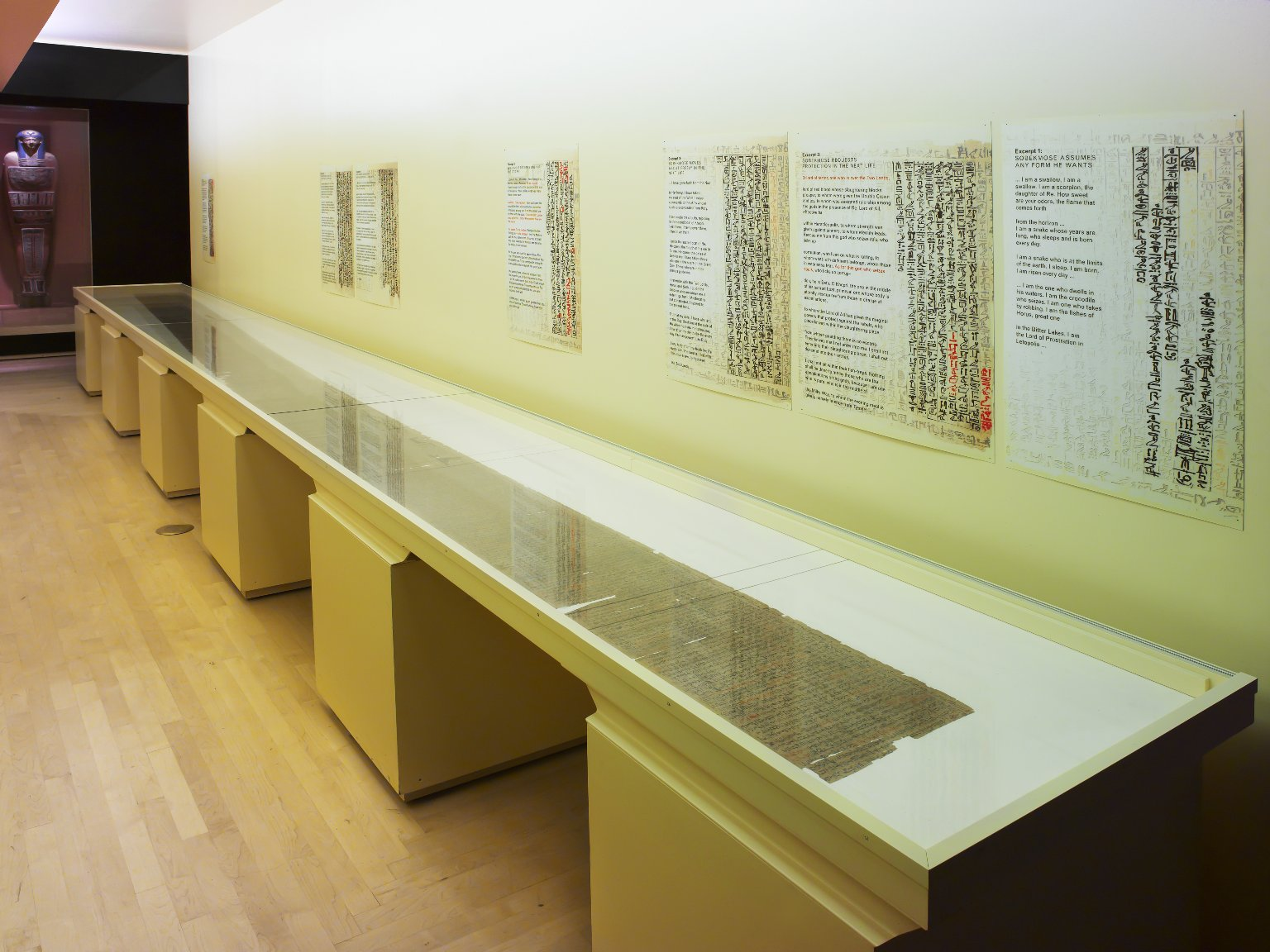
ブルックリン美術館に収蔵されている Sobekmose の「死者の書」。

### 「死者の書」以前の様式
「死者の書」の源流は、エジプト古王国時代の葬礼文書の伝統にまで遡る。考古学的史料として残る最初期の葬礼文書は、ピラミッドの壁面に刻まれたピラミッド・テキストであり、紀元前2400年頃、第5王朝のウナス王のピラミッドで初めて使用された。
これらはピラミッド内の埋葬室の壁面に書かれ、ファラオ（第6王朝からは王妃も）にのみ用いられるものであった。人間や動物を表すヒエログリフの多くは、未完成または意図的に破損されていたが、これはファラオの亡骸に害を与えないようにするためと推測される。
ピラミッド・テキストの目的は、現世で亡くなったファラオが天空の神々の列に加えられること、特に太陽神ラーとの対面に主眼が置かれていた。この時代における死後の世界は、後の「死者の書」で書かれる冥界（地下）ではなく、天空にあると考えられていた。
古王国時代の末期になるとこのような葬礼文書は王族のみの特権ではなくなり、地方長官や、その他の高官の墳墓でも見られるようになっていった。
中王国時代に入ると、棺（コフィン）に書かれる形式のコフィン・テキスト（棺柩文）が現れる。このコフィン・テキストでは新しい言語や、新しい呪文が見られ、初めて挿絵も用いられた。一般にはテキストは棺の内部に書かれたが、墳墓の壁面やパピルスに書かれることもあった。
このコフィン・テキストは、裕福な一般人でも用いることができたため、死後の世界で暮らす人々を増やすことにも繋がった。このプロセスを「死後世界の民主化（democratization of the afterlife）」と呼ぶ。
後述するように、「死者の書」の呪文は、このピラミッド・テキストやコフィン・テキスト時代に由来するものが多く、現在確認されている考古学史料としてはウナス王のものが最古である。しかし、より古い起源を唱える学説もあり、それらによれば、さらに100年ほど遡った第4王朝のメンカウラー王の時代には既に成立していたという。

### 「死者の書」の登場
第2中間期の初めにあたる紀元前1700年頃に、テーベで最初期の「死者の書」が製作されるようになった。「死者の書」に含まれる最古の呪文は第16王朝のメンチュヘテプ王妃の棺から出土したものであり、前代のピラミッド・テキストやコフィン・テキストと共に新しい呪文が含まれていた。
第17王朝になると、「死者の書」は王族のみならず、廷臣やその他の役人に広まった。この段階では、呪文は死者を包む亜麻布（リネン）に書かれることが一般的であったが、稀に棺やパピルスに書かれたものも発見されている。
現代に知られる「死者の書」は新王国時代に発展し、一般化した。例えば「死者の書」の中でも有名な「心臓の計量」（125章）は紀元前1475年頃のハトシェプストとトトメス3世の共同統治時代から見られ始める。この時代以降、「死者の書」は通常パピルスの巻物に書かれ、簡単な挿絵も描かれるようになった。特に第19王朝時代には挿絵が豪華になる傾向が見られ、しばしば周囲のテキストを犠牲にすることさえあった。
第3中間期に入ると伝統的なヒエログリフだけではなく、ヒエラティック（神官文字）で書かれたものも現れ始める。ヒエログリフによる巻物は、安価版であり、冒頭の1枚を除いて挿絵もなく、より小さなパピルスで作成されていた。同時に副葬品として、「アムドゥアト」などの追加の葬礼文書が用いられた。

### 古代エジプト末期
第25王朝から第26王朝にかけて、「死者の書」は更新されると共に標準化された。文章に番号が振られ、一貫した順序付けられたのもこの頃であり、第26王朝の通称であるサイス朝にちなんで、今日ではこの標準化バージョンを「サイス版（Saite recension）」と呼ぶ。
新王国時代末期からプトレマイオス朝にかけても、このサイス版に基づいて「死者の書」は製作されたが、プトレマイオス朝末期になると次第に省略されるようになっていった。また、「呼吸の書」や「永遠を横切るための書」といった新たな葬礼文書も登場した。
「死者の書」が用いられたのは紀元前1世紀までであったが、そこに描かれた芸術的なモチーフの一部は、後のローマ時代（アエギュプトゥス）でも使用されていた。

## 呪文

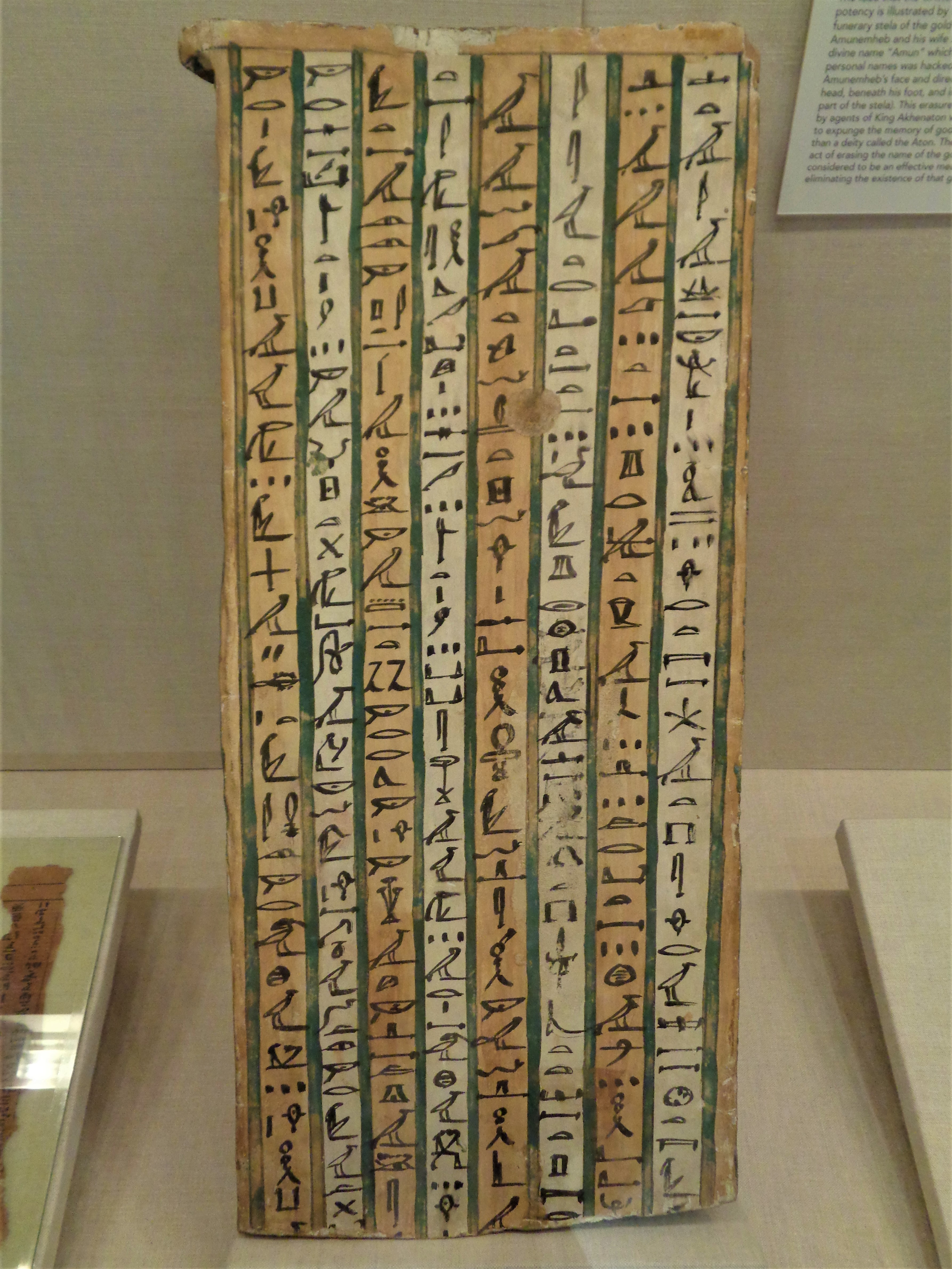
棺の破片に書かれた「死者の書」の文句（紀元前747-656年頃）。内容は第79章（魂と肉体を紐付ける）と第80章（支離滅裂な発言の阻止）。

「死者の書」は多くの個々に独立したテキストと、それに付随する挿絵から構成されている。ほとんどのサブテキストは「r(ꜣ)」という単語で始まり、これは「口」「言葉」「呪文」「発声」「本の章」を意味する。この曖昧な多義性はエジプト思想における儀礼的な発話と呪術的な力の関連性を示している。
通例「死者の書」を説明する際には、この個々のテキストを「章」や「呪文」と訳している。
現代において「死者の書」の呪文は192個が知られているが、これらをすべて含む単一の写本は存在しない。故人にとって「死者の書」の目的はケースバイケースであり、故人に死後の世界における神秘的知識を与えるものもあれば、故人が神々の列に加わることを目的としたものもある。例えば第17章はアトゥム神に関する曖昧で長い記述である。
第26から30章、時に6章と126章は心臓（イブ）に関するものであり、スカラベに刻まれていた。
「死者の書」の内容は宗教書であると同時に、魔術書でもあった。たとえ、それが神々を謀るものであっても、古代エジプトにおいて魔術は神々への祈祷と同じくらいに正当な行為であった。
実際、古代エジプト人にとって魔術と宗教の実践に区別はほとんどなかった。
魔術（ヘカ）の概念は話し言葉や書き言葉とも密接に結びついており、それを口にするということは創造行為であった。すなわち、行為と発話は同一視されていた。
発せられた言葉の魔術的な力は、書かれた言葉にも及んだ。ヒエログリフ文字はトト神によって発明されたとされ、ヒエログリフ自体にも強力な力があると考えられていた。それによる書き言葉は呪文の力を最大限伝えるとされていた。
これは後代の「死者の書」でしばしば見られるような文章の省略を伴う場合であっても力は宿っていると考えられ、特に挿絵がある場合は尚更であった。
また、エジプト人たちは名前を知ることで対象を支配する力が得られると信じていた。ゆえに「死者の書」では、死後の世界で遭遇する多くの存在に神秘的な名前を与え、それらを支配する力をもたらそうとした。
「死者の書」の呪文には葬礼に限定されない古代エジプトの生活文化でも見られるいくつかの魔術も用いられている。その多くの呪文は故人を災いから守るための魔術的な護符であり、パピルスに書かれる以外にも、ミイラ（遺体）を包む亜麻布にも書かれている。
日常的な魔術において護符は大量に使用されていた。枕など、墓の中で遺体に直接触れるものにも魔除けの価値があると考えられていた。
多くの呪文では魔術的な治癒力があると信じられていた唾液についても触れられている。

### 構成
ほぼすべての「死者の書」は個々に独立したものであり、利用可能な過去の写本から引用され、様々な呪文が混在したものであった。その歴史の大部分において、明確な順序や構造は存在しなかった。
実際、1967年にポール・バルゲが行った各テキスト間の共通テーマの先駆的研究までは、エジプト学では基本構成は存在しないと結論づけていた。
明確な構成を確認できるのはサイス朝（第26王朝）以降のものである。
そのサイス版では章を4つの部に編纂する傾向があった。
- 第1-16章：死者は墓に埋葬され、冥界に下り、肉体は動く力と言葉の力を散り戻す。
- 第17-63章：神々と各土地の神話的起源についての説明。死者は再生し、朝日と共に蘇る。
- 第64-129章：故人は祝福された死者の一人として、太陽の船で空を渡る。夕方に冥界を訪れ、オシリスの御前に向かう。
- 第130-189章：正しさが認められた死者は神々の一柱に列せられ、世界の力を引き継ぐ。この部では護符、食料、重要な場所に関する様々なものも含まれる。

## 古代エジプトにおける死と死後の世界の捉え方

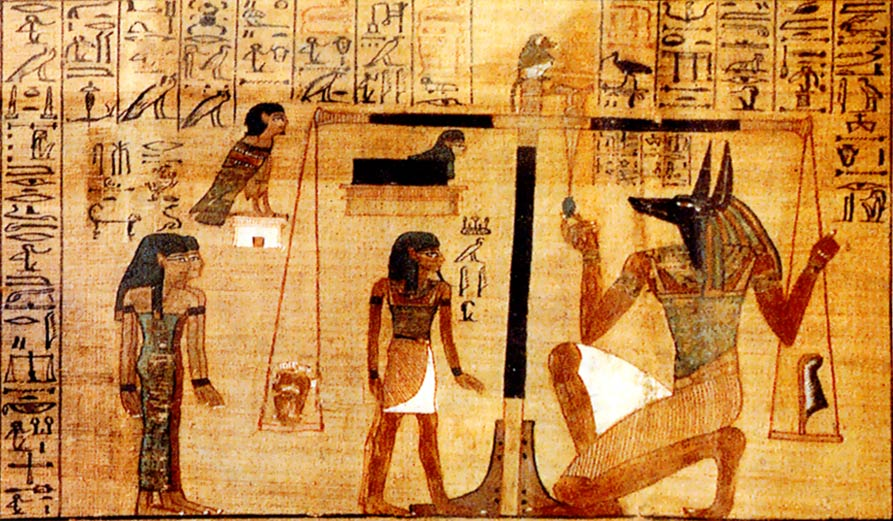
『アニのパピルス』より、第30B章。アニの心臓（バー）が反抗しないために唱えられる呪文。死者の魂（バー）の描写も含まれる。

「死者の書」の祈祷文や呪文は、死や死後の世界についての古代エジプト人の考えを表している。よって同地における宗教観や道徳観などに関する重要な情報源である。

### 魂の永続性
古代エジプトにおける死とは、様々なケペル（kheperu、在り方）の崩壊を意味した。そして葬儀や墓とは、崩壊したそれを再統合することを目的としていた。
ミイラ化は、肉体を保存し、神の側面を宿した理想的な在り方である「サー」（sah）に変化させる役目があった。「死者の書」には故人の肉体を保存するための呪文があり、これはミイラ作成の過程で唱えられていた可能性がある。
人の知性や記憶を宿すと考えられていた心臓（「イブ」）は重要視され、実際の心臓に何かあった場合に備えて、スペアの心臓を表す宝石を伴ったスカラベが副葬品として埋葬されるほどであった。これも呪文で保護される対象の1つであった。
「カー」（生命力）は肉体と共に墓に残ると考えられていた。そのため、食べ物や水、香を供えてエネルギーを補給する必要があり、もし神官や家族がこれをできなくなる場合に備えて、105章の呪文でカーを満足させることを保証した。
名前（「レン」）は、その者の人格を表し、未来永劫に存在し続けるために必要なものと考えられていた。ゆえに「死者の書」では至る所に故人の名前が登場し、さらに死者が自分の名前を忘れないようにするための呪文があった（25章）。
「バー」（魂）は、自由に動ける精神体と考えられていた。バーは、人間の頭を持った鳥として描かれ、墓場から外へ出かけることも可能であり、61章、89章は、その保存を目的とする呪文であった。
残る要素である「シュト」（影）は91章、92章、188章の呪文によって守ることが可能だと考えられていた。
こうした死者の個々の要素を様々な形で保存し、記憶し、そして満足させ続けることができたのであれば、死者は「アク」と呼ばれる形で永遠に生きることができると信じられていた。

### 死後の世界

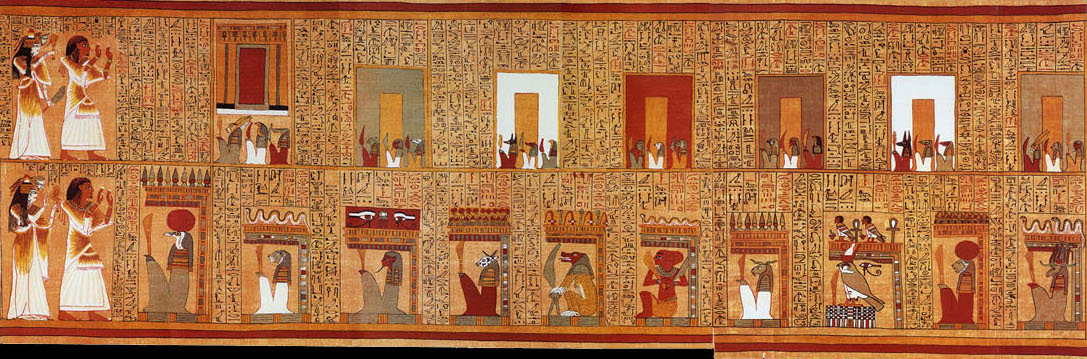
『アニのパピルス』より、門を通過するための2つの呪文。一番上の段はアニと彼の妻がオシリスの領域の7つの門に辿りついた場面。下段は葦の原に21個あるというオシリスの領域への入口の内10個に辿り着いた場面。それぞれすべてに身の毛がよだつ守護者がいる。

古代エジプトの宗教観に基づく、死後の世界の設定は、時代や地域によって差異があるため完全に定義付けることは難しい。一般に「死者の書」に描かれる死後は、地下にあるという冥界ドゥアト、及び、そこに座する冥界の神オシリスの前に連れて行かれるというものである。中には死者の「バー」や「アク」が、天空を移動する太陽神ラーと合流し、彼の宿敵であるアペプとの戦いに助力するための呪文が書かれているものもあった。また、神々の列に加わるのではなく、楽園アアル（葦の原）で永遠に暮らすことが書かれたものもある。
このアアルは、当時のエジプト人の生活様式を踏まえた、豊かな生活が送れる理想郷として描かれている。畑や作物、牛がおり、水路が引かれ、多くの人々が暮らしている。ここで死者は両親と再会するに留まらず、エジプト九柱神（エアニド）と遭遇することもあると「死者の書」には書かれている。
アアルは楽園として描かれるが、明確に肉体労働の必要性も描かれている。このため、副葬品にはウシャブティと呼ばれる人を模した小像も多く伴われた。ウシャブティは、死後の世界の労働を肩代わりする役目を持ち、「死者の書」にも書かれた呪文が刻まれていた。
「死者の書」に記されている死後の世界への道程は険しいものであり、死者は悪霊や怪物に守られた一連の門や洞窟、丘を通過する必要があった。
ここに登場する死者を妨害する存在は、主に巨大な刃物で武装しており、典型的な例は頭部が動物の頭である人型であったり、様々な猛獣が組み合わされた、おぞましい外見のものであった。また、その名前も同様に「蛇に生きる者」や「血に踊る者」といった恐ろしいものだった。これらを退けるために「死者の書」の呪文が必要となり、これを唱えることでそれらを調伏させることが可能であった。一度、抑えられるとそれ以上の脅威はなく、むしろ死者の保護さえした。
あるいはオシリスに代わって不正者を殺害する者もおり、「死者の書」にはこのような存在の注意をそらさせる役割もあった。
こうした超自然的存在以外にも、ワニやヘビ、スカラベ（甲虫）といった生物による脅威もあった。

### 死者の審判

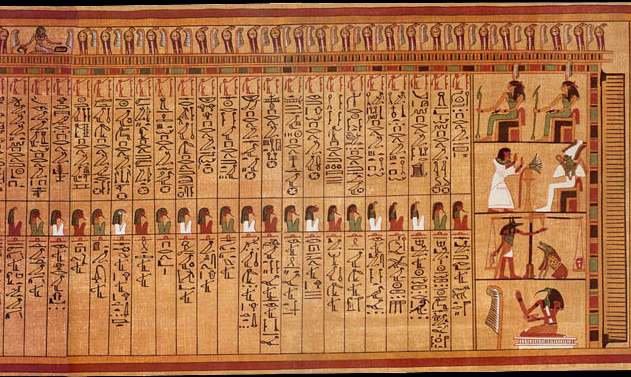
『アニのパピルス』より、死者の審判の場面。マアトの補佐官の42柱が小さく描かれている。

ドゥアトの苦難を乗り越えた先にあるのが「否定告白」や「心臓の計量」として知られる死者の審判である。この様子は「死者の書」の第125章に書かれる。死者はアヌビスによってオシリスの前に連れて行かれ、真理と正義を司る女神マアト配下の42柱の神々（マアトの補佐官）を前に、彼らの名前と、それに対応する42の罪科を否定する旨の宣言を行う（「否定告白」）。その後、マアトが、死者の心臓（バー）と1枚の羽を秤に載せ、オシリスに見せる（この羽は、マアトを意味するヒエログリフにちなんでダチョウの羽とされることが多い）。
心臓（バー）は、死者の真実を知っており、前段の「否定告白」に嘘がある（すなわち生前に罪がある）と心臓の方に天秤が傾く。この場合、アメミットという怪物に心臓を食べられて魂が消滅し、アアルに向かうことは不可能になる。
これを防ぐため、「死者の書」の30B章の呪文があり、生前に罪があっても天秤は釣り合い、オシリスに死後の世界での生活を許される。
この審判の場面は、その生々しさだけではなく、「死者の書」では珍しい道徳的な内容が表された箇所として注目される。つまり、否定告白の宣言文は「私は〇〇をしていない」という形式だが、これは「〇〇をしてはいけない」と置き換えることができ、当時のエジプト社会の道徳規範をよく表している。
また、ユダヤ教やキリスト教の倫理規範である十戒が神の啓示によって定められたものであるのに対し、否定告白は一般道徳を神が強制している、という見方もできる。
否定告白による道徳規範がどの程度まで強制力を伴っていたか、すなわち、死後の世界で暮らすために必要な生前の清廉さについてはエジプト学者間でも見解が分かれている。ジョン・テイラーは、30B章と125章の文言は、道徳に対する現実的なアプローチを示唆していると指摘している。たとえ人生に不純なものがあったとしても、心臓が真実を示して否定告白の内容と矛盾が生じること（すなわち嘘をついたと見破られること）を防ぎ、死後の世界での生活を保証したという。
オグデン・ゲーレットは「模範的かつ道徳的な存在でなければ、死後の生活を送れる望みはなかった」と指摘している。一方、ジェラルディン・ピンチは、「否定告白」はその真名を唱えることで悪魔から身を守る呪文と本質的に類似していると指摘する。すなわち「心臓の計量」の成功は、生前の道徳的行動にあるのではなく、審判する神の真名を正しく言うことができるか、という神秘的知識を有するか否かにかかるものであったという。

## 製作方法・スタイル

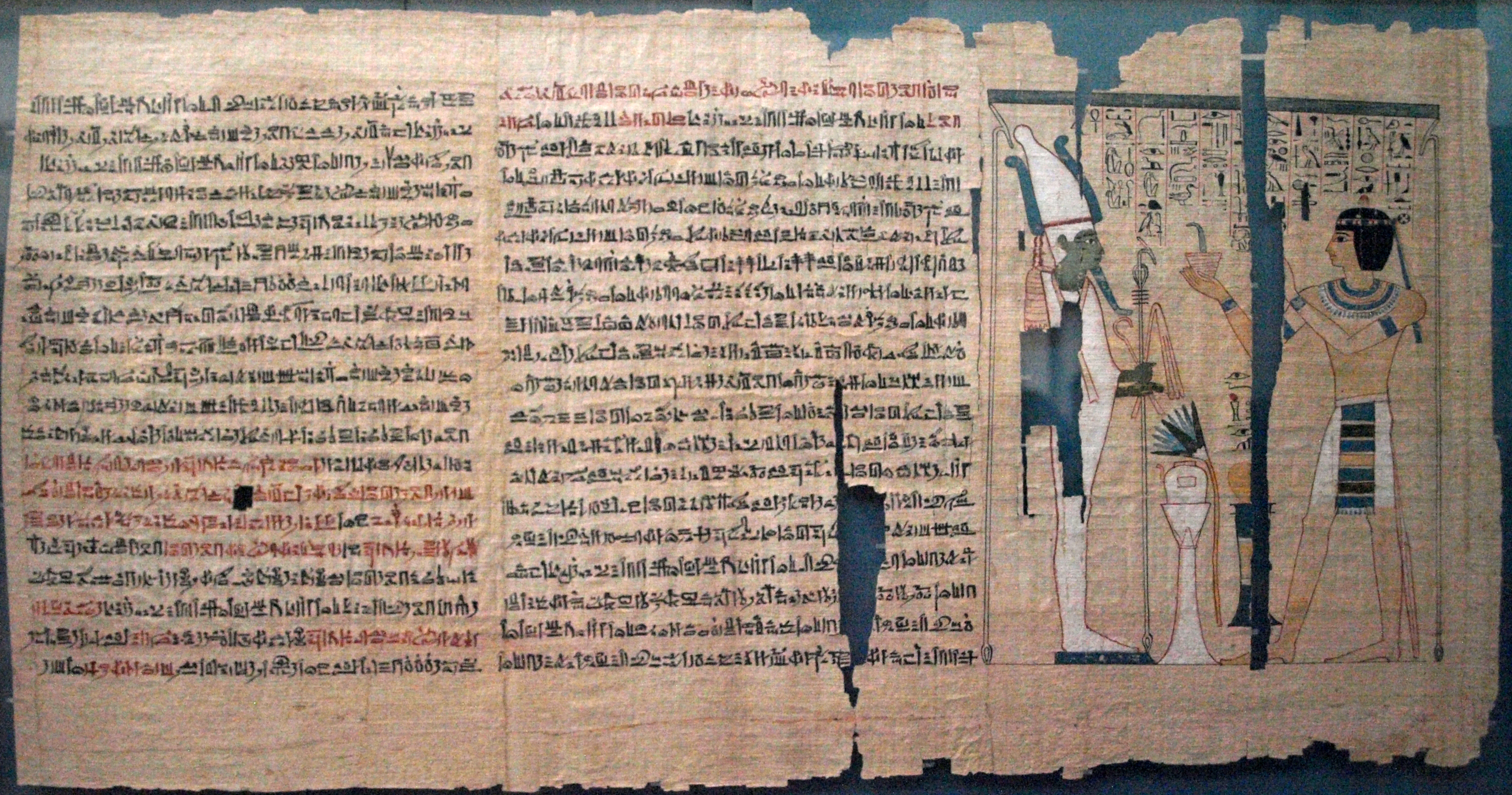
第21王朝のパネジェム2世による「死者の書」の一場面。挿絵にはヒエログリフが使われているが、本文はヒエラティック（神官文字）である。

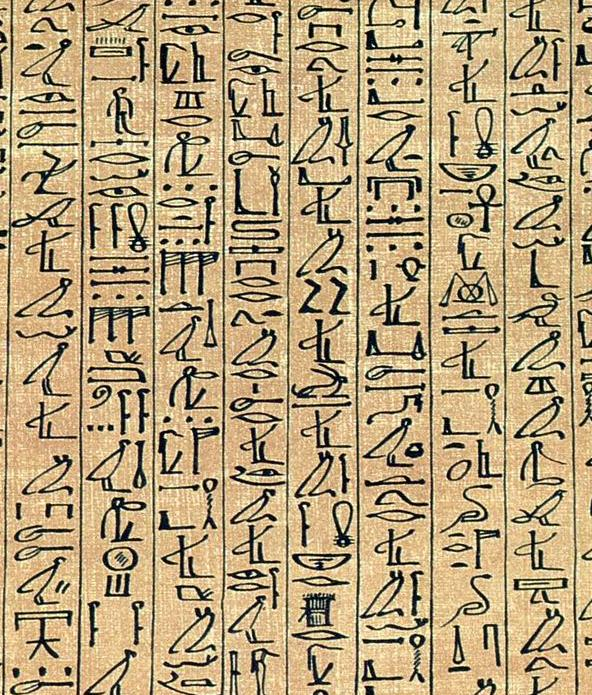
『アニのパピルス』の拡大図。筆記体のヒエログリフを確認できる。

「死者の書」は注文に応じて書記官によって製作されるものであった。注文者は自身の葬儀に備える者や、あるいは亡くなったばかりの者の親族であったりした。また高価なものであり、一説によれば、値段は1巻で銀1デベンであり、これは一般労働者の年収の半分ほどに相当する。
パピルスは日常文書で再利用されたように（パリンプセスト）、材料自体が高価なものであり、再利用されたパピルスで作成された「死者の書」もあった。
その大きさ（長さ）は様々であり、長いものでは40メートル、一方で短いものは1メートルほどであった。これらは複数のパピルス紙を繋いだものであり、この1枚あたりのパピルスの幅は15cmから45cmまでまちまちであった。「死者の書」の製作に関わる書記官は、一般的な文章を担う書記官よりも、より細心の注意を払い、テキストを余白に収め、紙の結合部に文字を書かないように気をつけた。
外縁部の余白の裏側にはしばしば、「peret em heru（日中に現れる）」という言葉が記され、これはラベルとして機能したと考えられている。
「死者の書」は葬儀場の工房で予め名前部分を除いて作成されており、後は故人の名前を書き込むだけというものも多かった。
例えば有名な『アニのパピルス』では、故人の名である「アニ」が、列の上下の端もしくは、話し手として彼について紹介した直後に書かれている。この名前部分は、他のテキスト部分と異なる筆跡で書かれ、場所によってはスペルが間違っていたり、完全に省略されている。
新王国時代の「死者の書」のテキストは、一般に筆記体のヒエログリフで書かれ、左から右に書かれていることが多いが、右から左に書かれたものもある。またこれは黒い線で区切られた列で書かれていた。この記法は、墳墓の壁面やモニュメントに書かれた場合と同じ形式であった。イラストはテキストの上下、あるいは列と列の間に、枠で囲われた形で描き込まれていた。イラストも大きなものになると、パピルス1枚分のものもある。
第21王朝以降は、ヒエラティック（神官文字）で書かれた「死者の書」の写本が多く発見されている。そのスタイルは、新王国時代のヒエラティックによるものと似ており、テキストは幅広の列に従った横書きで書かれている（列幅は多くの場合、巻物を構成するパピルス紙のサイズによって変わる）。ヒエログリフで書かれたキャプションが含まれているものもまま見られる。
「死者の書」の本文はヒエログリフかヒエラティックを問わず、黒と赤のインクで書かれていた。基本は黒字であり、呪文の題名や冒頭部と末尾部、呪文（儀礼）を正しく実行するための注意書き部分、あるいは悪の化身アペプといった危険な存在の名前において赤字が用いられた。
このインクは黒は炭を、赤は黄土を材料とし、いずれも水と混ぜ合わせて使用された。
「死者の書」に描かれる挿絵のスタイルや内容は多様である。金箔を用いた豪華な彩色版がある一方で、線画のみや冒頭に簡単な絵が1つだけある簡素なバージョンもある。
パピルスで作成された「死者の書」の多くは、異なる複数人の書記官や画家の制作物を文字通り貼り合わせて製作されたものであった。短い写本であっても、元になった書記官を特定することは可能である。
テキストとイラストの担当者が異なっていたために、中には本文は完成しているにもかかわらず、イラスト部分が空白のままという例も多く見受けられる。

## 所有者の男女比
先述の通り、「死者の書」の所有者のほとんどは社会的エリート層に所属していた。当初は王族の副葬品であったが、時代が下がると書記官、司祭、役人の墓などからもパピルスが発見されるようになる。所有者のほとんどは男性であり、一般には挿絵にその妻が含まれていた。所有者の男女比率は、「死者の書」が作成され始めた初期には男性10に対し、女性1ほどであったが、第3中間期には男性1に対し、女性2と逆転が見られる。その後、新王国時代末期からプトレマイオス朝にかけては男性2に対し、女性は1ほどであった。

## 研究史

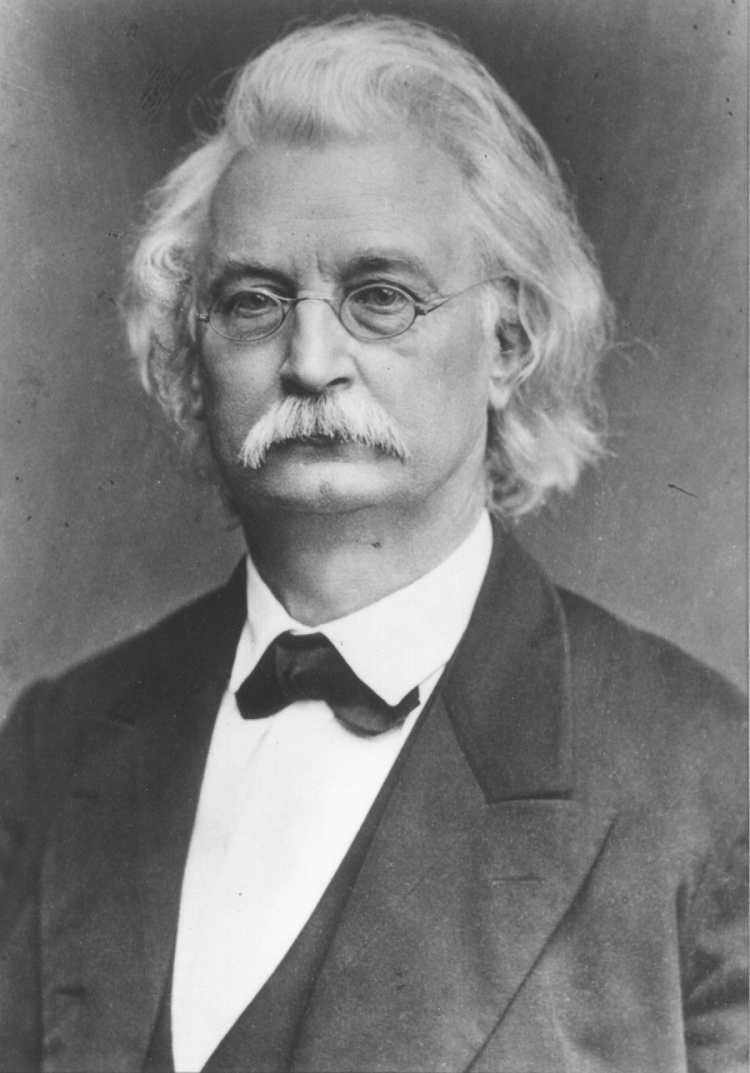
「死者の書」を最初に学術的に取りまとめたカール・リヒャルト・レプシウスの肖像写真。

「死者の書」の存在自体は、内容が解読されるよりはるか前の中世には既に知られていた。墳墓から発見されることもあって、それが宗教的な文書であるとは認められていたが、聖書やコーランといった聖典に相当するものだという誤解も広まった。
近代以降の学術的な研究及び「死者の書」という呼称は、ドイツ（プロイセン）のエジプト学者カール・リヒャルト・レプシウスが、1842年に出版したプトレマイオス時代の写本の翻訳を契機とする。レプシウスは、ドイツ語で「死者の書」を意味する das Todtenbuch と名付けて、165の異なる呪文の識別法を導入し、この識別法は現在でも用いられている。
また、レプシウスは関連するすべての写本を用いて「死者の書」の比較版を作成するプロジェクトを推進した。これは1875年にエドゥアール・ナヴィル（Édouard Naville）によって開始され、1886年に完了した。これは全3巻からなり、レプシウス版を包括する186の呪文と、それぞれの説明図、重要と見られるテキストの変化のバリエーションやその解説が含まれていた。
1876年にはネブセニイ（Nebseny）のパピルスを写真撮影したものを出版した。
最初の広範な英訳版は1867年に大英博物館のサミュエル・バーチ（1813年-1885年）によって出版された。
その後、バーチの後継者であるウォーリス・バッジ（1857年-1934年）が出版したバージョンが現在では広く流通している。これにはヒエログリフ版とアニのパピルス版の2種類があるが、後者については研究の進展により、現代では訳の不正確さが指摘されている。
より新しい英訳版としてはT. G. Allen（1974年）とRaymond O. Faulkner（1972年）がある。
「死者の書」の研究の進展によって、より多くの呪文が特定され、現在は192文が識別されている。
1970年代、ボン大学のUrsula Rößler-Köhlerは、「死者の書」の文章史を研究するワーキンググループを立ち上げた。その後、ノルトライン＝ヴェストファーレン州とドイツ研究財団の後援を受け、さらに2004年にはドイツ科学芸術アカデミーの後援を受けることになった。現在、このプロジェクトでは現存する写本や断片の8割を網羅する史料と写真のデータベースを有し、エジプト学者に最先端のサービスを提供している。
また、ボン大学が所有する多くの資料がオンラインで入手可能である。
「死者の書」の研究は非常に長いヒエログリフの転写作業を必要とするため、常に技術的な困難と共にあった。当初はトレーシングペーパーやカメラ・ルシダを用いた手作業での転記作業が行われていた。19世紀半ばになると、ヒエログリフの活字が使用可能となり、石板からの写本作成がより容易となった。現代では専用アプリケーションを用いたレンダリングや、デジタル印刷技術の発達によって、写本作成のコストはさらに大幅に減った。ただし、世界各国の博物館に所蔵されている史料の多くは依然として未公開のままである。

## ギャラリー
- 『フネフェルのパピルス』（紀元前1275年頃）から「心臓の計量」の場面（より大きい画像）。
- 紀元前1040-945年頃に製作されたナニーの「死者の書」の一部。

## 関連文献
- Allen, Thomas George, The Egyptian Book of the Dead: Documents in the Oriental Institute Museum at the University of Chicago. University of Chicago Press, Chicago 1960.
- Allen, Thomas George, The Book of the Dead or Going Forth by Day. Ideas of the Ancient Egyptians Concerning the Hereafter as Expressed in Their Own Terms, SAOC vol. 37; University of Chicago Press, Chicago, 1974.
- Assmann, Jan (2005) [2001]. Death and Salvation in Ancient Egypt. Translated by David Lorton. Cornell University Press. ISBN 0-8014-4241-9
- D'Auria, S (et al.) Mummies and Magic: the Funerary Arts of Ancient Egypt. Museum of Fine Arts, Boston, 1989. ISBN 0-87846-307-0
- Faulkner, Raymond O; Andrews, Carol (editor), The Ancient Egyptian Book of the Dead. University of Texas Press, Austin, 1972.
- Lapp, G, The Papyrus of Nu (Catalogue of Books of the Dead in the British Museum). British Museum Press, London, 1997.
- Niwinski, Andrzej（ポーランド語版）, Studies on the Illustrated Theban Funerary Papyri of the 11th and 10th Centuries B.C.. OBO vol. 86; Universitätsverlag, Freiburg, 1989.